# Johann Christoph Albers (Kaufmann)
Johann Christoph Albers, d. Ä., (* 6. Januar 1741 in Bremen; † 13. Dezember 1800 in Bremen) war ein deutscher Kaufmann. 

## Biografie
Johann Christoph Albers wurde als erstes von insgesamt fünf Kindern des Bremer Kaufmannes Anton Albers und seiner Ehefrau Sophie Catharine Bussmann geboren. Er baute die kaufmännischen Aktivitäten seines Vaters weiter aus und machte das Kaufmannshaus der Albers in Bremen zu einem der über Jahrhunderte bestimmenden Handelshäuser. Er war unter anderem Ältermann der Kaufleute in Bremen. Am 28. Juni 1763 heiratete er Maria Catharina Retberg und begründete eine enge Verbindung zwischen beiden Familien. Dieses hatte insofern handelspolitische Bedeutung, als die Familie Retberg selbst ein einflussreiches Handelshaus in Bremen und Lippstadt stellte. 
Albers hatte mit seiner Ehefrau insgesamt zwölf Kinder, von denen eine Reihe später einflussreiche Positionen einnahmen. Bedeutend sind Anton Albers (1765–1844, Kaufmann und später Kunstmaler in Lausanne), Johann Abraham Albers (1772–1821, Dr. med. und Stadtphysikus in Bremen), Johann Heinrich Albers (1774–1855,  Kaufmann in London und später Kunstsammler in Bremen), Johann Christoph Albers (1776–1828, Kaufmann, Eltermann und Kurfürstlich Hessischer Konsul in Bremen, Langenstraße,  1776–1828).